# سان‌فرانسیسکو (فیلم ۱۹۶۸)
«سان فرانسیسکو» (انگلیسی: San Francisco (1968 film)) فیلمی در ژانر مستند است.